# Kalomel
Kalomel (IMA-Symbol Clo), auch als Calomel (im Englischen bis heute), Hornquecksilber, Merkurochlorid und anderen veralteten Bezeichnungen bekannt, ist ein selten vorkommendes Mineral aus der Mineralklasse der „Halogenide“ mit der chemischen Zusammensetzung Hg2Cl2 und damit chemisch gesehen Quecksilber(I)-chlorid.
Kalomel kristallisiert im tetragonalen Kristallsystem und entwickelt entweder kleine, durchsichtige bis durchscheinende, flächenreiche Kristalle mit prismatisch-tafeligem Kristallhabitus und Diamantglanz oder krustenförmige bzw. erdige Mineral-Aggregate.

## Etymologie und Geschichte
Erste Erwähnung fand Kalomel bereits in den Aufzeichnungen von 1608 durch Beguin und 1609 durch Oswald Croll. Er soll jedoch schon den alten Tibetern bekannt gewesen sein. Wissenschaftlich beschrieben wurde das Mineral aber erst 1612 durch Théodore Turquet de Mayerne, der dem Mineral die Bezeichnung „schönes Schwarz“ gab. Der Name ist eine Zusammensetzung der altgriechischen Worte καλός kalos für „schön“ und μέλας melas für „schwarz“, der Legende nach inspiriert durch seinen schwarzen Sklaven, der Präparate dieser Substanz gut zu bereiten wusste.
Tatsächlich rührt der Name daher, dass das Quecksilber(I) im Kalomel leicht in elementares Quecksilber und Quecksilber(II) disproportioniert. Das sich bildende Quecksilber ist fein verteilt und sorgt dadurch für die schwarze Farbe. Die Disproportionierung kann durch Licht oder in wässrigen Lösungen durch Anheben des pH-Wertes geschehen. Zum Beispiel fällt beim Übergießen von Kalomel mit  Ammoniaklösung feinverteiltes, schwarzes Quecksilber und weißes Quecksilber(II)-amidochlorid aus.:
{\displaystyle \mathrm {Hg_{2}Cl_{2}+2\ NH_{3}\longrightarrow Hg+[Hg(NH_{2})]Cl\downarrow +\ NH_{4}Cl} }
Kalomelreaktion mit Ammoniak
Als Typlokalität gilt der Moschellandsberg bei Obermoschel (Rheinland-Pfalz).

## Klassifikation
In der mittlerweile veralteten, aber noch gebräuchlichen 8. Auflage der Mineralsystematik nach Strunz gehörte der Kalomel zur Mineralklasse der „Halogenide“ und dort zur Abteilung der „Einfachen Halogenide“, wo er zusammen mit Kuzminit und Moschelit eine eigenständige Gruppe bildete.
Die seit 2001 gültige und von der International Mineralogical Association (IMA) verwendete 9. Auflage der Strunz’schen Mineralsystematik ordnet den Kalomel ebenfalls in die Klasse der „Halogenide“ und dort in die Abteilung der „Einfachen Halogenide ohne H2O“ ein. Diese Abteilung ist allerdings weiter unterteilt nach dem Stoffmengenverhältnis von Kationen (M) zu Anionen (X), so dass das Mineral entsprechend seiner Zusammensetzung in der Unterabteilung „M : X = 1 : 1 und 2 : 3“ zu finden ist, wo es ebenfalls zusammen mit Kuzminit und Moschelit die nach ihm benannte „Kalomelgruppe“ mit der System-Nr. 3.AA.30 bildet.
Auch die vorwiegend im englischen Sprachraum gebräuchliche Systematik der Minerale nach Dana ordnet den Kalomel in die Klasse der „Halogenide“ und dort in die gleichnamige Abteilung ein. Hier ist er ebenfalls als Namensgeber der „Kalomelgruppe“ mit der System-Nr. 09.01.08 und den weiteren Mitgliedern Kuzminit und Moschelit innerhalb der Unterabteilung der „Wasserfreien und wasserhaltigen Halogenide mit der Formel AX“ zu finden.

## Kristallstruktur
Kalomel kristallisiert im tetragonalen Kristallsystem in der Raumgruppe I4/mmm (Raumgruppen-Nr. 139) mit Gitterparametern a = 4,45 Å und c = 10,89 Å sowie zwei Formeleinheiten pro Elementarzelle.

## Eigenschaften

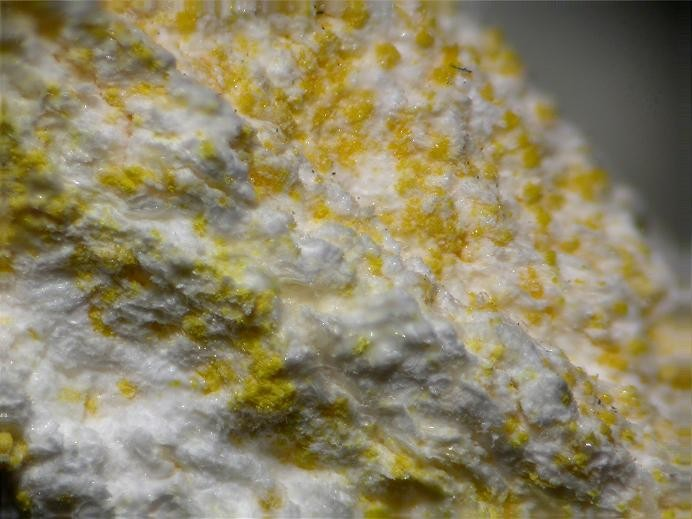
Gelber, erdiger Kalomel aus der „Mariposa Mine“, Texas, USA (Sichtfeld: 5 mm)

Reiner Kalomel ist farblos. Er kann jedoch durch Verunreinigungen oder Beimengungen formelfremder Ionen von weißer, weißgelber bis graugelber oder brauner Farbe sein, die bei längerem Kontakt mit Luft allmählich nachdunkelt. Seine Optische Dispersion reicht an die des Diamanten und seine Doppelbrechung übertrifft die des gerade für diese Eigenschaft bekannten Calcits bei weitem.
Gegenüber Salz- und Salpetersäure ist Kalomel relativ unempfindlich, in Königswasser ist er jedoch löslich. Mit Sodalösung, Ammoniaklösung oder anderen alkalischen Lösungen behandelt fällt metallisches Quecksilber aus.
Beim Erhitzen auf 400 °C geht das Mineral direkt vom festen in den gasförmigen Zustand über.

## Bildung und Fundorte

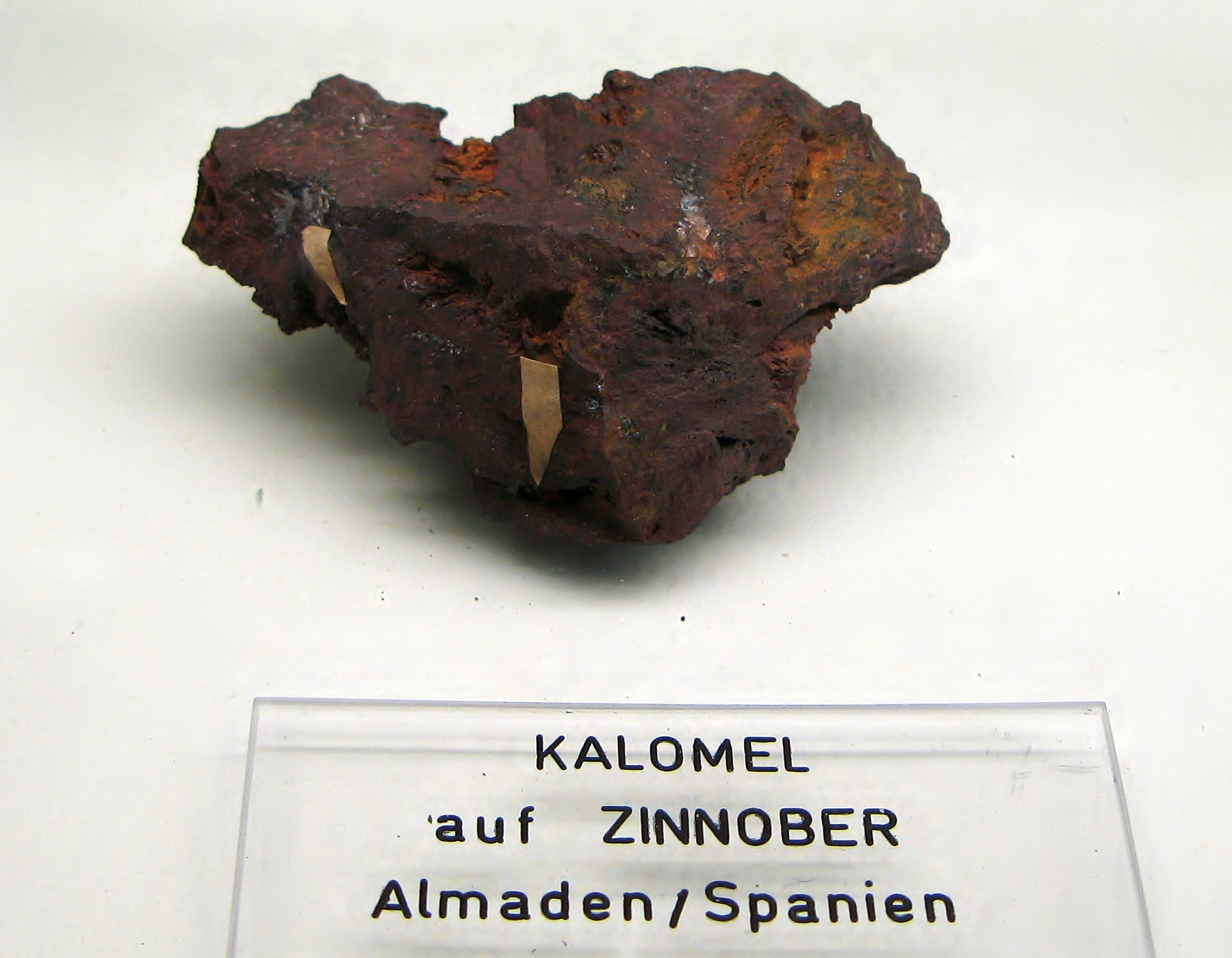
Kalomel auf Cinnabarit aus der Mine von Almadén, Spanien

Kalomel bildet sich als Sekundärmineral durch Verwitterung primärer Quecksilberminerale.
Als seltene Mineralbildung konnte Kalomel nur an wenigen Fundorten nachgewiesen werden. Bisher (Stand: 2011) sind etwa 80 Fundorte bekannt. Neben seiner Typlokalität Moschellandsberg trat das Mineral in Deutschland noch im „Daimbacher Hof“ (ehemals „Alte Grube“ in Daimbach) bei Mörsfeld, am Potzberg, in der Grube „Frischer Mut“ bei Stahlberg und in der Grube „Christiansglück“ am Königsberg bei Wolfstein in Rheinland-Pfalz auf.
Weitere Fundorte sind unter anderem die „Chatsworth Mine“ bei Grassington in England, die „La Coipa Mine“ bei Diego de Almagro in Chile, die „Guilaizhuang Mine“ bei Pingyi in China, das Département Hérault in Frankreich, San Quirico in der Region Parma und die „Levigliani Mine“ bei Stazzema in Italien, die „Ainoura Mine“ in der japanischen Präfektur Nagasaki, an mehreren Stellen im Alai-Gebirge im kirgisischen Oblus Osch, in einigen Regionen von Mexiko; am Fluss Kelyana im Nördlichen Mujagebirge und am Ujuk in Ostsibirien sowie am Mutnovskoe auf Kamtschatka im Fernen Osten Russlands, die „Avala Mine“ in Serbien, an mehreren Stellen in der Region um Košice in der Slowakei, bei Almería und Almadén in Spanien, Neřežín im tschechischen Böhmen sowie in mehreren Regionen der Vereinigten Staaten von Amerika (US).

## Verwendung
Größere, abbauwürdige Vorkommen von Kalomel sind nicht bekannt. Aus diesem Grund ist es als Quecksilbererz von untergeordnetem Interesse. Anwendungen des Minerals sind eher von historischem Interesse. So entdeckte William Alexander in der zweiten Hälfte des 18. Jahrhunderts die antiseptische Wirkung von Quecksilber(II)-chlorid (auch Sublimat) und Kalomel. Unter dem Mikroskop beobachtete er Infusorien, die unter Einwirkung der beiden Substanzen in wenigen Minuten zugrunde gingen.
Weitere historische und medizinische Anwendungen finden sich unter → Quecksilber(I)-chlorid.